# Wyciążek
Wyciążek (Cyllodes) – rodzaj chrząszczy z rodziny łyszczynkowatych i podrodziny Nitidulinae. Ma zasięg kosmopolityczny. Obejmuje około 60 opisanych gatunków.

## Morfologia
Chrząszcze o bardzo mocno wypukłym po stronie grzbietowej ciele długości poniżej centymetra. Wierzch ciała jest nagi i połyskujący. Głowa jest przeciętnie poprzeczna, punktowana, o krótkiej wardze górnej z szeroko wklęśniętymi i zaopatrzonym w skrócone wcięcie środkowe brzegiem przednim. Żuwaczki mają ząbkowane krawędzie wierzchołkowe, opatrzone dużymi i poprzecznymi listewkami regiony molarne i wyposażone w pędzelki ze szczecinek prosteki. Ostatni człon głaszczków szczękowych jest duży i trochę stożkowaty, zaś wargowych beczułkowaty. Warga dolna ma szeroką bródkę z drobnym punktowaniem wzdłuż krawędzi bocznych i tylnej. Czułki zbudowane są z jedenastu członów, z których trzonek jest rozszerzony, nóżka jest krótsza od członu kolejnego, a trzy lub cztery człony ostatnie formują luźno zestawioną buławkę.
Przedplecze jest nieco poprzeczne, o brzegu przednim pośrodku zaopatrzonym w głębokie, trapezowate wcięcie, kątach przednich równomiernie zaokrąglonych, brzegach bocznych równomiernie łukowatych, kątach tylnych zaokrąglonych do wystających, a brzegu tylnym prawie prostym z lekkim rozszerzeniem pośrodku. Tarczka może być półkolista, odwrotnie trapezowata lub niemal trójkątna, zawsze jednak osiąga duże rozmiary. Pokrywy mają punktowane rzędy i osobno zaokrąglone wierzchołki. Przedpiersie ma wierzchołek nieprzedłużony i styka się z wydatnym zapiersiem, zazwyczaj pozostawiając żeberkowane śródpiersie ukrytym. Panewki bioder tylnej pary są szeroko rozstawione. Odnóża danej pary mają uda od 1,5 do 2,5 raza szersze od goleni, które z kolei mają kąty zewnętrzno-wierzchołkowe zaostrzone, ale nie kolcowate. Stopy mają człony od pierwszego do trzeciego rozszerzone, dwupłatowate, zaopatrzone w poduszeczki z gęsto upakowanych szczecinek, pazurki zaś niezmodyfikowane. Rozszerzone i spłaszczone grzbietobrzusznie trzy początkowe człony stóp tylnej pary są cechą wyróżniającą rodzaj na tle całego plemienia.
Odwłok samca cechuje się dobrze zesklerotyzowanymi genitaliami z tegmenem zaopatrzonym w nieparzysty, długi płat brzuszny o płytko wyciętym szczycie. U samicy długie gonokoksyty są zrośnięte pośrodku i rozszerzone u podstawy.

## Ekologia i występowanie
Wyciążki to owady saproksyliczne, żerujące na rozmaitych grzybach nadrzewnych (mykofagi), w tym na hubach. C. bifascies notowany jest w chińskiej prowincji Kuangsi jako szkodnik upraw boczniaka ostrygowatego.
Rodzaj ten ma zasięg kosmopolityczny. Najliczniej reprezentowany jest w krainie orientalnej, gdzie stwierdzono ponad 20 jego gatunków. W Polsce występuje tylko wyciążek czarny, który jest w tym kraju owadem rzadkim i spotykanym sporadycznie.

## Taksonomia
Takson ten po raz pierwszy wprowadzony został w 1792 roku przez Johanna Friedricha Wilhelma Herbsta pod nazwą Strongylus. Nazwa ta została jednak wykorzystana już wcześniej, w 1780 roku, przez Ottona Friedricha Müllera, w związku z czym w 1843 roku Wilhelm Ferdinand Erichson wprowadził dla nową nazwę Cyllodes.
Do rodzaju tego należy około 60 opisanych gatunków, w tym:
- Cyllodes accentus Kirejtshuk, 1985
- Cyllodes ater (Herbst, 1792) – wyciążek czarny
- Cyllodes bifascies (Walker, 1859)
- Cyllodes biplagiatus LeConte, 1866
- Cyllodes blackburni (Grouvelle, 1902)
- Cyllodes literatus (Reitter, 1878)
- Cyllodes multimaculatus Grouvelle, 1914
- Cyllodes nakanei Hisamatsu, 1961
- Cyllodes pseudoliteratus Kirejtshuk, 2005
- Cyllodes punctidorsum Nakane & Hisamatsu, 1955
- Cyllodes quinquemaculatus Liu, Yang & Huang, 2016
- Cyllodes ruficeps (Reitter, 1880)
- Cyllodes scriptum Kirejtshuk, 2005
- Cyllodes tigrinus Grouvelle, 1914